# Joseph Kamwendo
Joseph Kamwendo (ur. 23 października 1986 w Mchinji) – piłkarz malawijski grający na pozycji pomocnika.

## Kariera klubowa
Karierę piłkarską Kamwendo rozpoczął w klubie MTL Wanderers Blantyre. W 2003 roku zadebiutował w jego barwach w pierwszej lidze Malawi. W 2004 roku zdobył Puchar Dobroczynności. Następnie w 2005 roku odszedł do zimbabwejskiego CAPS United Harare i w tym samym roku został z nim mistrzem Zimbabwe.
Na początku 2006 roku Kamwendo został piłkarzem duńskiego pierwszoligowca FC Nordsjælland z miasta Farum. W Danii występował przez dwa lata.
W 2008 roku Kamwendo przeszedł do południowoafrykańskiego Orlando Pirates z Johannesburga. W 2009 roku wywalczył z nim wicemistrzostwo RPA. W sezonie 2010/2011 był z niego wypożyczony do Vasco da Gama.
Latem 2011 Kamwendo wrócił do MTL Wanderers. W 2013 roku grał w Liga Muçulmana Maputo, a następnie w tym samym roku odszedł do TP Mazembe, z którym wywalczył mistrzostwo Demokratycznej Republiki Konga. Później kolejno grał w: CS Don Bosco, Liga Desportiva de Maputo, Mighty Wanderers, Tshakhuma Tsha Madzivhandila i ponownie Mighty Wanderers, w którym w 2019 roku zakończył karierę.

## Kariera reprezentacyjna
W reprezentacji Malawi Kamwendo zadebiutował 16 sierpnia 2003 roku w zremisowanym 1:1 i wygranym po serii rzutów karnych 4:2 półinałowym meczu COSAFA Cup 2003 z Zambią, rozegranym w Blantyre. W 2010 roku w Pucharze Narodów Afryki 2010 był podstawowym zawodnikiem i zagrał w 3 meczach: z Algierią (3:0), z Angolą (0:2) i z Mali (1:3). W kadrze narodowej grał do 2017 roku. Zagrał w niej 101 razy i strzelił 6 goli.